# Ojo de halcón

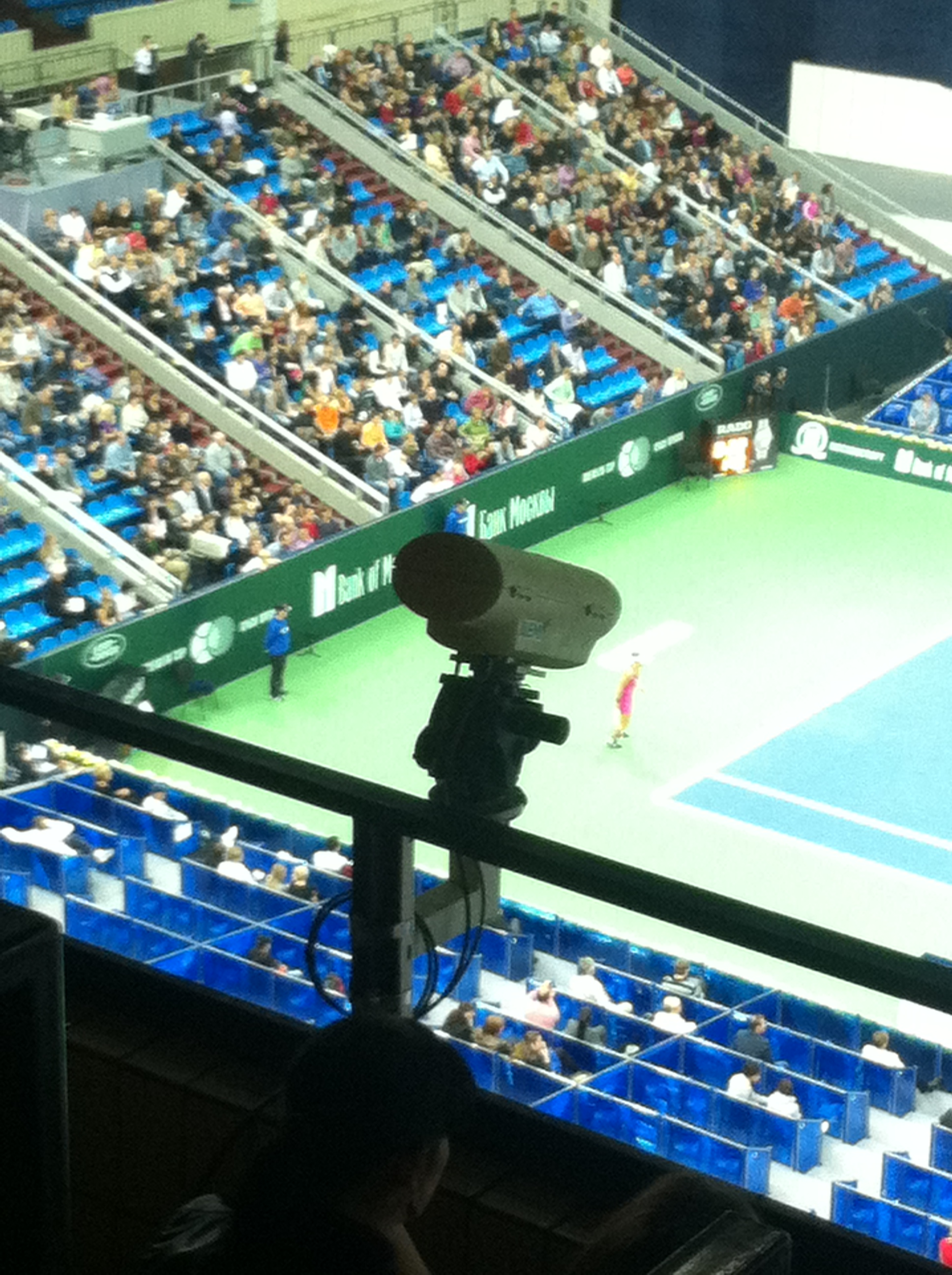
En el Torneo de Moscú (Copa Kremlin).

El sistema ojo de halcón (Hawk-Eye o Hawk-eye system en inglés) también conocido como ojo de águila, es un sistema informático usado en críquet, tenis, fútbol, voleibol, rugby y otros deportes para seguir la trayectoria de la bola. El sistema informático genera una imagen de la trayectoria de la pelota que puede ser utilizado por los jueces para decidir en jugadas dudosas.
Fue desarrollado en Hampshire, Reino Unido, en 2005 por ingenieros de la empresa Roke Manor Research Limited. La patente es propiedad del Dr. Paul Hawkins y David Sherry. Más adelante, la tecnología se continuó en una compañía separada, Hawk-Eye Innovations Ltd.

## Método de operación
Los sistemas del ojo de halcón están basados en cálculos de triangulación a partir de imágenes visuales y mediciones de tiempo proporcionados por cámaras de vídeo de alta velocidad. Deben existir al menos 4 cámaras de vídeo colocadas adecuadamente alrededor de la zona de juego para proporcionar los datos necesarios.
Estos datos son procesados por un procesador de alta velocidad, que reconoce en las imágenes la pelota de tenis y calcula su trayectoria. Para ello necesita un modelo del área de juego, la posición de las cámaras y su lugar de enfoque. Como resultado, calcula la posición en 3D de la pelota para cada imagen, partiendo de, al menos, dos cámaras que han tomado una imagen de forma simultánea. Valiéndose de las leyes físicas, interpola las distintas posiciones calculadas para recrear la trayectoria seguida por la pelota y su interacción con el área de juego. 
El sistema genera una imagen gráfica de la trayectoria de la pelota y su interacción con la zona de juego (el bote de la pelota, por ejemplo), mostrándose a jueces, espectadores y telespectadores. La generación de la imagen tan solo tarda unos pocos segundos, con lo que la interrupción del juego es muy pequeña.

## Uso por deporte

### Tenis
En el Abierto de Estados Unidos 2004 fueron muchas las bolas cantadas erróneamente. En la derrota polémica de cuartos de final de Serena Williams contra Jennifer Capriati, muchas bolas cruciales fueron protestadas por Williams, y las repeticiones de televisión demostraron que en la mayoría tenía razón en quejarse.
En otoño de 2005 el Hawk-Eye fue probado por la Federación Internacional de Tenis (ITF por sus siglas en inglés) en Nueva York y pasó a uso profesional. Hawk-Eye informó que las pruebas de Nueva York se basaron en 80 tiros medidos por una cámara fotográfica de alta velocidad del ITF, un dispositivo similar a MacCAM. Estas pruebas fueron cuestionadas posteriormente, pues una sola cámara fotográfica de alta velocidad tendría hasta una pulgada de “puntos ocultos” y no puede medir con exactitud a nivel de milímetro. Los sistemas basados en vídeo son también sensibles al calor y otras condiciones ambientales, con lo que una prueba de un solo día no podría revelar tales marcas. Asimismo, el sistema de Hawk-Eye ha demostrado desde entonces que produce resultados erróneos en varios torneos, por ejemplo, en Dubái o en el Abierto de Australia. Solo existen 3 ojos de halcón oficiales, los cuales los trasladan de torneo a torneo, según la importancia de estos.
El Hawk-Eye ha cubierto en televisión varios torneos importantes del tenis, como el Wimbledon, el Stella Artois, el Abierto de Australia, la Copa Davis y la Tennis Masters Cup. El Abierto de los Estados Unidos anunció que haría uso oficial de la tecnología para el Abierto de los Estados Unidos 2006. También se utiliza como parte de una simulación más grande del tenis puesta en acción por IBM, llamada PointTracker. Junto con Cyclops y Referencia del Automóvil, es uno de varios mecanismos automatizados empleados.
En marzo de 2006, en el Abierto de Nasdaq-100, el ojo de halcón se usó oficialmente por primera vez en un acontecimiento tenístico.
En 2006, el Abierto de los Estados Unidos se convirtió en el primer acontecimiento que utilizó el sistema durante el juego, permitiendo que los jugadores desafiaran al juez de línea.
En 2006 de la Copa Hopman en Perth de Australia occidental, fue el primer torneo del tenis de élite donde se permitió a los jugadores pedir un "challenge" (desafío), que entonces fueron repasados por los árbitros que usaban tecnología del ojo de halcón. Se utilizaron 10 fotográficas que proporcionaban la información sobre la posición de la bola a las computadoras.
En el Abierto de Australia 2007, se usó por primera vez en un Grand Slam el sistema ojo de halcón con la posibilidad de pedir el "challenge" en puntos dudosos, donde cada jugador de tenis en el Rod Laver Arena dispuso de hasta dos "challenges" incorrectos por set y uno adicional en caso de tiebreak. En el caso de un set de desempate final, los "challenges" se reajustaban a 2 para cada jugador cada 12 juegos. Fueron algunas las controversias durante el evento, ya que el ojo de halcón indicó ocasionalmente pelotas fuera erróneas.
El Campeonato de Wimbledon 2007 también puso oficialmente el sistema del ojo de halcón en ejecución como ayuda. La tecnología del ojo de halcón fue utilizada en 2007 en los Campeonatos de tenis de Dubái con algunos pequeños problemas. El campeón en vigor, Rafael Nadal, acusó al sistema de señalar incorrectamente una bola dentro cuando ésta había salido. El árbitro había cantado la bola fuera; cuando el adversario pidió el "challenge", el ojo de halcón la cantó dentro. Posteriormente, el oponente dijo que él mismo pensó que la bola había salido.

### Fútbol
El ojo de halcón llegó a mediados del año 2012. Este fue aceptado por la Internacional Football Association Board. El funcionamiento, en el fútbol, consiste en que cada portería hay 7 cámaras, las cuales hacen varias tomas para generar una imagen en tres dimensiones. Al contrario del tenis, que tiene sensores, es que al público no se le muestra una repetición, aunque al árbitro le llegará un mensaje de si fue gol o no.
El balón inteligente, también llamado como el “goalref”, también interactúa con el ojo de halcón, ya que en lo que consiste es en dos partes del mecanismo: el primero es que se instala un dispositivo magnético detrás de las porterías que genera una especie de cortina de onda debajo de los tres palos. Esta frecuencia magnética es baja.
El segundo es la pelota que está equipada con un microchip, así que al tener estas dos unidas se puede obtener el resultado de si el gol es válido o no, por lo que con la tecnología del ojo de halcón ya no habrá más goles fantasmas. Se está utilizando en las mayoría de las ligas, mundiales y mundiales de clubes.